# Jefferson, Wisconsin
Jefferson är administrativ huvudort i Jefferson County i delstaten Wisconsin i USA. Enligt 2010 års folkräkning hade Jefferson 7 973 invånare.

## Kända personer från Jefferson
- Robert Kirkland Henry, politiker